# تسندیین دامدین
تسندیین دامدین (مغولی: Цэндийн Дамдин؛ ۳۱ مارس ۱۹۵۷ – ۲۲ فوریهٔ ۲۰۱۸) جودوکار اهل مغولستان بود.
وی در مسابقات کشوری و بین‌المللی در مجموع برندهٔ ۱ مدال نقره شده است.